# カステル・ディ・カージオ
カステル・ディ・カージオ（伊: Castel di Casio）は、イタリア共和国エミリア＝ロマーニャ州ボローニャ県にある、人口約3,300人の基礎自治体（コムーネ）。

## 地理

### 位置・広がり

#### 隣接コムーネ
隣接するコムーネは以下の通り。括弧内のPTはプラート県(トスカーナ)所属を示す。
- アルト・レーノ・テルメ
- カムニャーノ
- ガッジョ・モンターノ
- グリッツァーナ・モランディ
- サンブーカ・ピストイエーゼ (PT)

### 気候分類・地震分類
カステル・ディ・カージオにおけるイタリアの気候分類 (it) および度日は、zona E, 2634 GGである。
また、イタリアの地震リスク階級 (it) では、zona 3 (sismicità bassa) に分類される。

## 行政

### 分離集落
カステル・ディ・カージオには以下の分離集落（フラツィオーネ）がある。
- Suviana, Badi, Poggio di Badi, Poggiolino, Lizzo, Berzantina, Casola, Prati, Speranza, Lodio di Là, Faldo, Pian di Casale, Pida, Poggio, Marzolara, Ca' Mucci, Capanna Dé Moratti